# Chasmodia aequatorialis
Chasmodia aequatorialis är en skalbaggsart som beskrevs av Ohaus 1898. Chasmodia aequatorialis ingår i släktet Chasmodia och familjen Rutelidae. Inga underarter finns listade i Catalogue of Life.